# Graham County (Kansas)
Graham County je okres ve státě Kansas v USA. K roku 2010 zde žilo 2 597 obyvatel. Správním městem okresu je Hill City. Celková rozloha okresu činí 2 328 km².